# Караваев, Константин Семёнович
Караваев Константин Семёнович (1894 — май 1978) — советский украинский деятель, депутат Верховного Совета УССР 1—4-го созывов.

## Биография
Родился в 1894 году в селе Филино Московской губернии. Образование неоконченное среднее. С 1907 по 1915 батрачил. С 1915 токарь по дереву, подручный кузнеца на Путиловском заводе в Петрограде. В июне 1917 года вступает в ряды партии большевиков. В 1917—1919 годах — член коллегии Подольского уездного исполкома Московской губернии. С 1919 по 1920 гг. служил в Красной Армии.
С 1920 по 1922 работает уполномоченным продовольственно-рабочего кооператива г. Подольска Московской губернии, а затем заведующим уездным финотделом г. Подольск. С 1929 по 1930 заведующий окрфинотделом г. Серпухова Московской области, в 1930—1936 годах занимает должность заместителя председателя Сокольнического района. Москвы. С 1936 председатель Железнодорожного райсовета Москвы. С 1937 по 1938 возглавляет жилищное управление города Москва. С 1938 года работает в Днепропетровске. С 1938 депутат Верховного Совета Украинской ССР. С 18.06.1938 по 13.05.1940 кандидат в члены ЦК Компартии Украины. С 15.03.1938 по 05.01.1940 в.а.председателя Днепропетровского облисполкома. С 05.01.1940 по 31.05.1940 председатель Днепропетровского облисполкома. С 31.05.1940 заместитель председателя Совета Народных Комиссаров Украинской ССР. С 17.05.1940 по 16.02.1960 член ЦК Компартии Украины. С 1943 заместитель председателя Совета Народных Комиссаров Украинской ССР. С декабря 1946 по апрель 1953 председатель исполкома Одесского областного Совета депутатов трудящихся. В 1953—1956 годах — министр государственного контроля Украинской ССР. В 1956—1966 годах — член Комитета партийного контроля при ЦК КПСС. С 1966 года — на пенсии.
Умер в 1978 году.

## Награды
- 3 ордена Ленина (07.02.1939; 23.1.1948; 04.11.1954)
- орден Октябрьской Революции (06.11.1974)
- медали